# Kuklówka Zarzeczna
Kuklówka Zarzeczna – wieś w Polsce położona w województwie mazowieckim, w powiecie żyrardowskim, w gminie Radziejowice. Ma status sołectwa. Leży nad rzeką Pisią Tuczną, początkowo zwaną Petrykoską, potem Kuklówką, a od roku 1533 Tuczną.
W latach 1975–1998 miejscowość administracyjnie należała do województwa skierniewickiego.
Najstarsze podania mówią o istnieniu wsi już w 1453 roku i wspominają o młynach Stanisława Thuczny. Wieś była do końca XIX w. otoczona lasami tworzącymi kompleks Puszczy Jaktorowskiej. Ostańce w formie pomników przyrody znajdują się w Wólce Brzozokalskiej, Adamowie oraz w Budach-Grzybku i w Budach Michałowskich. W Kuklówce znajduje się zabytkowy dworek modrzewiowy z drugiej połowy XIX wieku wraz z parkiem przydworskim. Mieszkał i tworzył tutaj w latach 1889–1914 znany polski malarz Józef Chełmoński. Powstało tam wiele ze znanych dzieł artysty m.in.: Odlot ptactwa, Kaczeńce, Bociany, do których pozowali, według opowiadań, przodkowie rodziny Zduńczyków. Obecnie w dworku mieszkają potomkowie Chełmońskiego, a dworek nie jest udostępniony do zwiedzania. We wsi znajduje się, zbudowana przez rodzinę Suzdorfów murowana kapliczka z 1874 roku. Pomnik - kamień z płytą ku czci Józefa Chełmońskiego pochodzi z roku 1969. Kuklówka jest siedzibą parafii rzymskokatolickiej pw. Matki Bożej Częstochowskiej. Z Kuklówką związany był działacz społeczny i poseł do Sejmu II RP Jan Siwiec, mieszkający w pobliskiej Wólce Brzozokalskiej - Adamowie i pochowany na cmentarzu parafialnym. We wsi od roku 1957 znajduje się zaprojektowany przez niego na planie Krzyża Jerozolimskiego cmentarz parafialny. W wyniku rozbudowy obecnie jego kształt jest zniekształcony. 

## Szlaki piesze
- Grzegorzewice (stacja PKP) - Skuły/Bartoszówka - Kuklówka Zarzeczna i Radziejowicka - Jaktorów

Szlak pieszy żółty początkowo prowadził ze Skuł poprzez Wólkę Brzozokalską Adamów, Kuklówkę do Jaktorowa
Szlak wytyczył w 1957 r. arch.kraj. Andrzej Siwiec.

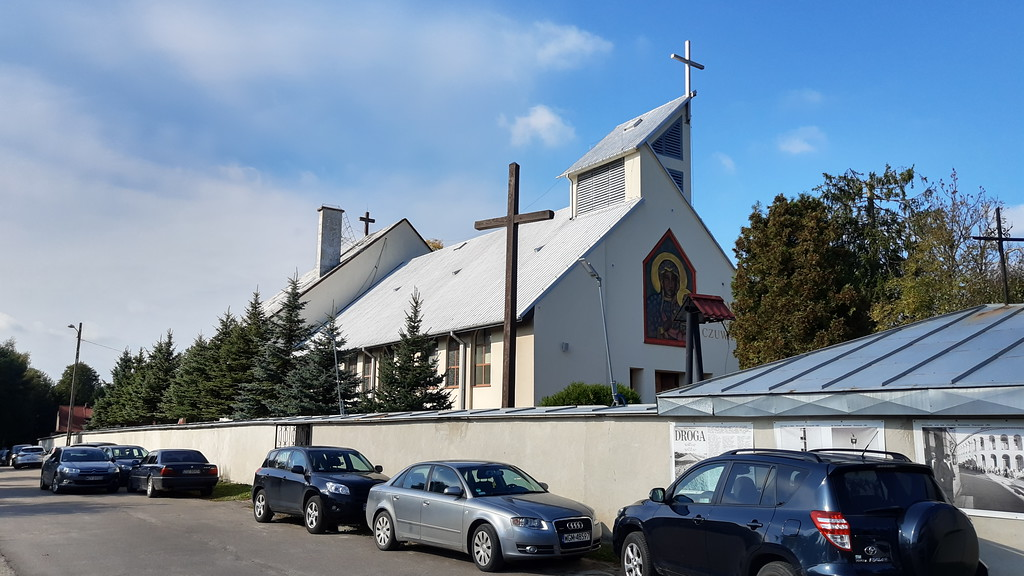
Kościół Matki Bożej Częstochowskiej

- Radziejowice - Adamów - Wólka Brzozokalska - Kuklówka Zarzeczna - Adamowizna - Grodzisk Maz. (początek szlaku Radziejowice - Głosków)

Szlak niebieski początkowo prowadził z Grodziska Mazowieckiego poprzez Wólkę Brzozokalską, Adamów do Radziejowic. 
Szlak wytyczył w 1957 r. arch.kraj. Andrzej Siwiec.